# Vladimír Hraba
Vladimír Hraba (8. července 1901 Bečváry – 5. prosince 1949 Víchová nad Jizerou) byl český grafik, krajinář a pedagog.

## Životopis
Vladimír Hraba se narodil 8. července 1901 v Bečvárech na Kolínsku do rodiny ředitele školy Rudolfa Hraby (* 1858) a Marie Hrabové (* 1869). Malířství studoval soukromě u J. Hádka v Kutné Hoře o tři roky později u malíře Václava Radimského. Roku 1924 se stal řídícím učitelem na Benecku a kde se spřátelil s chalupářem a malířem Františkem Karlem Hronem. S ním také maloval nálady horských ročních období. Se svými přáteli malíři ilustroval také krkonošské koledy. Krkonoše a Podkrkonoší si tak oblíbil, že si pořídil chalupu v Rokytnici nad Jizerou. Samostatně vystavoval v Kutné Hoře, na Benecku, Jilemnici, v Semilech a stal se členem malířského kroužku Myslbek v Praze.
V roce 1945 stál u vzniku základní školy v Horní Sytové, kde byl také řídícím učitelem. Jeho život ukončila smrt 5. prosince 1949.

## Výstavy

### Kolektivní
- 1938 – III. Zlínský salon, Studijní ústav, Zlín
- 1946 – Český národ Rudé armádě

## Dílo
Vladimír Hraba kreslil krajinky ve svém okolí, např. okolí Jizery či Krkonoše. Jeho oblíbeným motivem byly rázovité roubenky na Benecku a okolí.

## Galerie

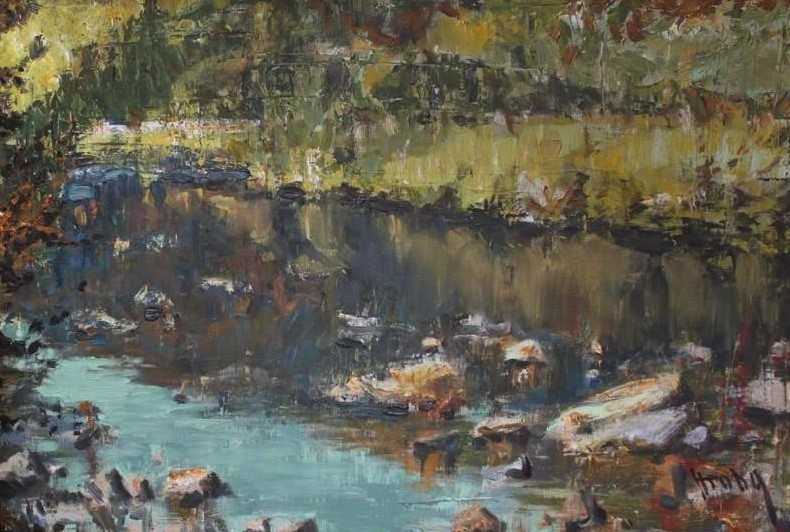
Jezírko
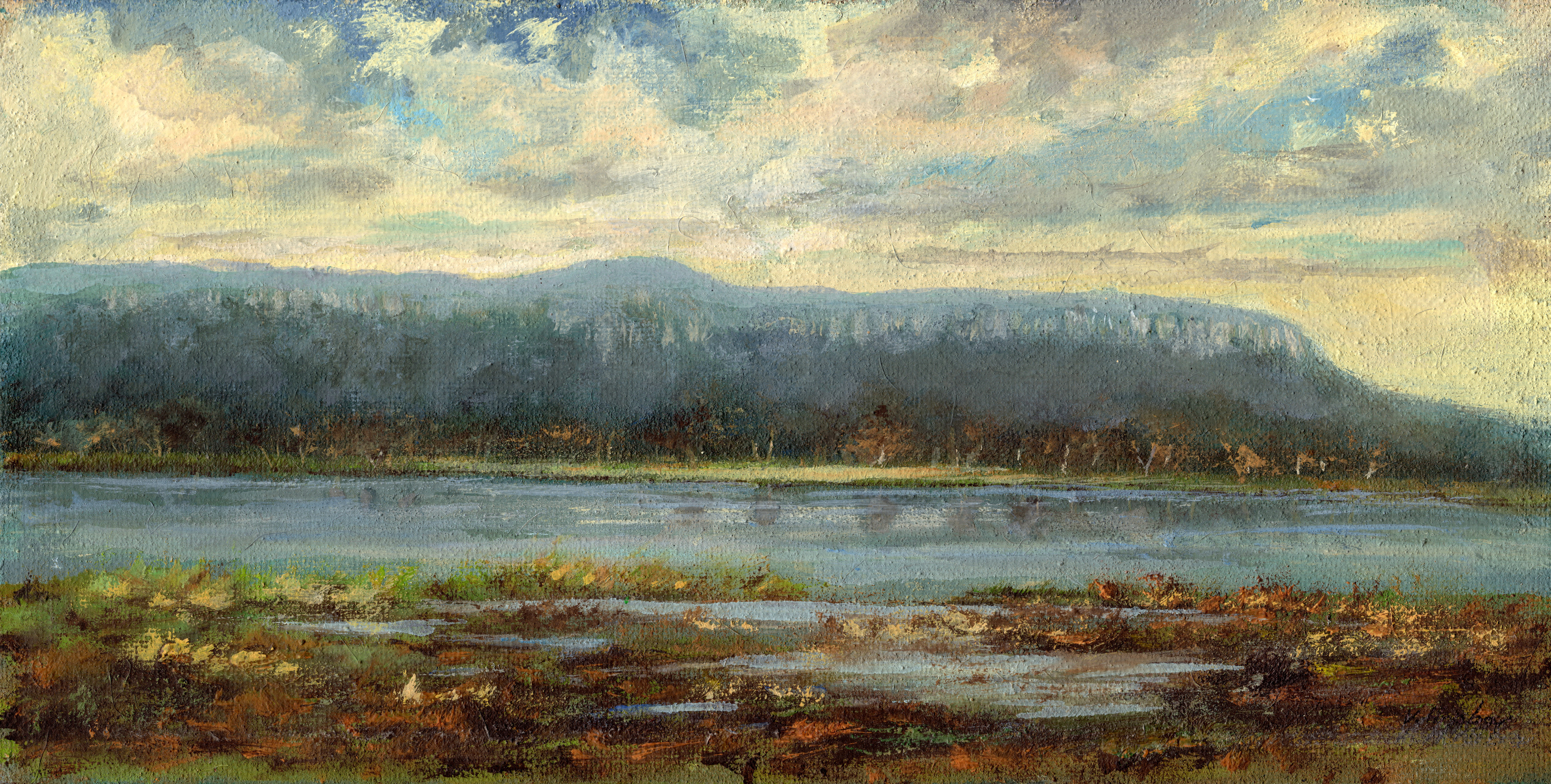
Krajina